# 映幻日

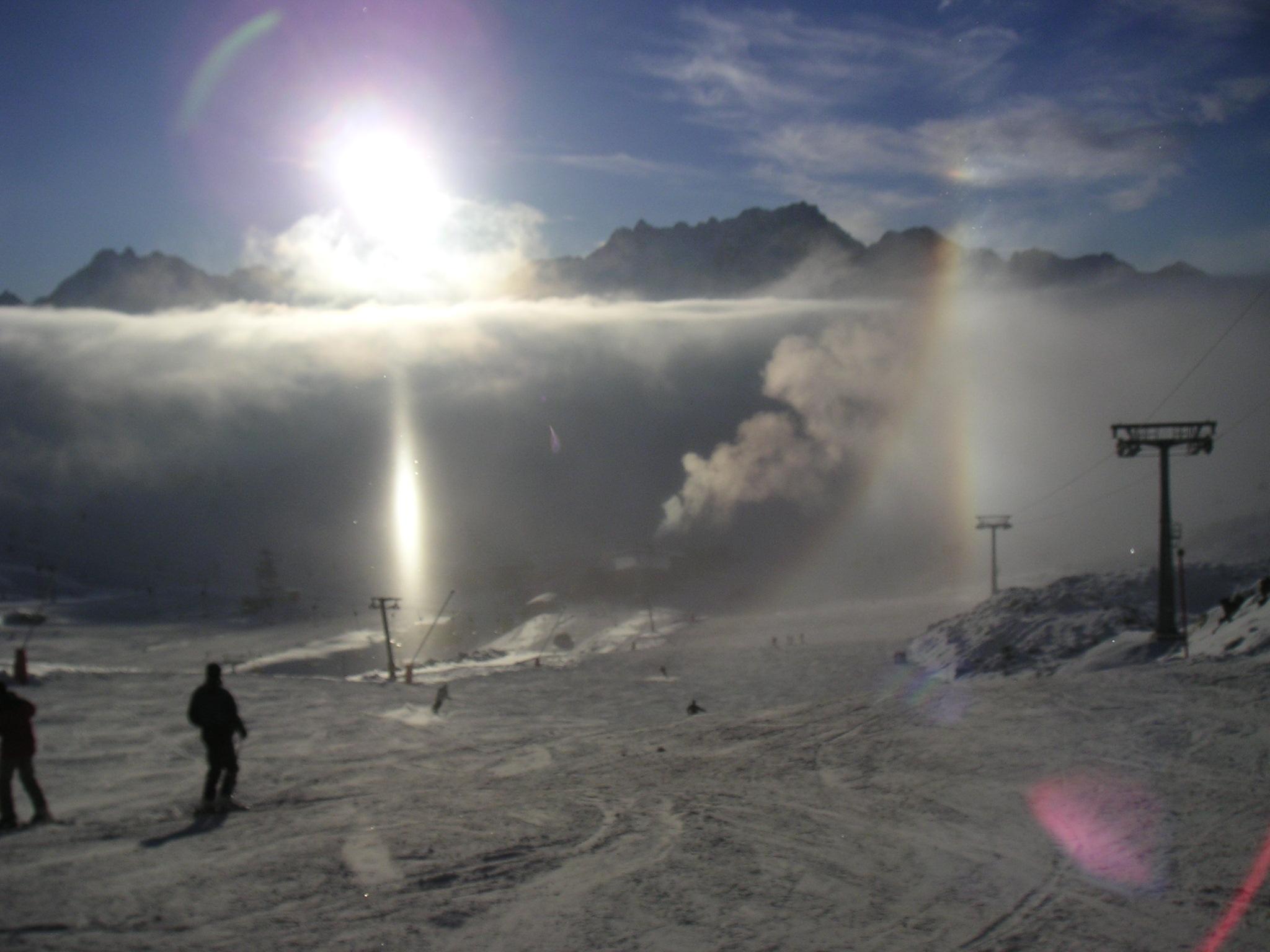
スキー場にて撮影した映幻日（右中央の縦長の虹）

映幻日（えいげんじつ, Subparhelion）とは、太陽から地平線を挟んで正反対の真下と同じ高度の離れた場所に、虹のように分光した光の帯が見える大気光学現象のことである。
真の太陽に対して幻日という現象が存在するが、真の太陽の真下にできる映日に対してできる幻日が映幻日である。映日と映幻日の間の視角度は22度である。映日の右側と左側に1つずつ、計2つ出現する。
雲の中に六角板状の氷晶があり風が弱い場合、これらの氷晶は落下の際の空気抵抗のために地面に対してほぼ水平に浮かぶ。この氷晶のある四角形の側面から屈折しながら太陽光が入射し、それが底面で反射し、1つ飛ばして隣の四角形側面から出射して見えると考えられている。屈折2回、反射1回を経る。
地平線下にあるため、普段は見ることができず、飛行機や高山からしか見られない。また、氷晶で太陽光が全反射して見えるため、太陽高度があまりに高いと全反射しなくなって見えなくなる。
屈折を伴うので、光の波長によって屈折率が異なる関係で、太陽光は氷晶を通った後に分光される。幻日と同じように、太陽に近い側が赤色、太陽から遠い側が紫色である。
映日アークが見える場合、映日アークは映幻日を通る。